# La soga (película de 2009)
La soga es una película de acción del 2009 dirigida por Josh Crook y protagonizada por Manny Pérez y Denise Quiñones. Cuenta la historia de Luisito, hombre valiente que arriesga todo para encontrar justicia. La película es una historia sobre el sistema de rescate en los vecindarios en los suburbios de República Dominicana y Washington Heights.

## Reparto
| Actor                                   | Personaje                        |
| --------------------------------------- | -------------------------------- |
| Manny Pérez                             | Luisito                          |
| Denise Quiñones                         | Jenny                            |
| Juan Fernández                          | General Colón                    |
| Paul Calderón                           | Rafa                             |
| Hemky Madera                            | Tavo                             |
| Alfonso Rodríguez (Cineasta dominicano) | Franco                           |
| Joseph Lyle Tylor                       | Simon Burr                       |
| Margo Martindale                        | Flannigan                        |
| Fantino Fernández                       | Luisito Joven                    |
| Jamie Tirelli                           | Belgrado                         |
| Robinson Aybar                          | Efraín                           |
| Nelson Báez                             | Carnicero                        |
| Ericson Batista                         | Chico del hotel                  |
| Carmen Brugal                           | Doña Irma                        |
| Coco Cabrera                            | Carlos Batista                   |
| Leslie Cepeda                           | Jenny Joven                      |
| Mery Collado                            | Esposa del general colón         |
| Cruzmonty                               | Pedófilo                         |
| Danilo                                  | Bully en prisión                 |
| Alejandro Estrella                      | Novio de Margarita               |
| Jean Jean                               | Fellito Polanco                  |
| Guillermo Estrella                      | Pretendiente de Jenny            |
| Carmen Fernández                        | Enfermera                        |
| Janet González                          | Chica en el piso de Rafa         |
| Elvira Grullón                          | Tía de Luisito                   |
| Robert Haley                            | Oficial de policía de Nueva York |
| Henry Santos Jeter                      | Tripulación de Rafa              |
| Danny Lebron                            | Secuaz de Frano                  |
| Ramona Liriano                          | Doncella de Doña Irma            |
| Aníbal O. Lleras                        | Tripulación de Rafa              |
| Joshua Lucero                           | Jugador de dominó                |
| Fernando Luna                           | Máscara de carnaval bailarina    |
| Iban Marrero                            | Oficial de Nueva York            |
| Anthony Marte                           | Presidente Fernando Linares      |
| Yuri J. Martínez                        | Guardia                          |
| Anaís Martínez                          | Esposa de matón de Nueva York    |
| Miguel Ángel Martínez                   | Padre de Luisito                 |
| Ivonne Mercader                         | Prima de Jenny                   |
| Gerardo Mercedes                        | Tripulación de Wellington        |
| Sixta Morel                             | Reportera                        |
| Pachy Méndez                            | Esposa de Rafa                   |
| Jose Pérez                              | Primo de Rafa                    |
| Nuria Piera                             | Nuria Piera                      |
| Diego Rafael                            | Joven Tavo                       |
| Danilo Rodríguez                        | Felipe Peralta                   |
| Jalsen Santana                          | Guardia                          |
| Shino                                   | Wellington                       |
| Johanny Sosa                            | Comandante de policía            |
| Sharlene Taulé                          | Margarita                        |
| Gilberto Tejada                         | Guardia en Mansion               |
| M. Patricia Tejada                      | Primo de Jenny                   |
| Ulises Terrero                          | Matón de Nueva York              |
| Celines Toribio                         | Asistente                        |
| Yarilin Travieso                        | Julia                            |
| Elizabeth Turra                         | Laura                            |
| Edilsy Vargas                           | Julia                            |
| Kalent Zaiz                             | Pipi                             |